# Putterhålan
Putterhålan är en sjö i Sunne kommun i Värmland och ingår i Göta älvs huvudavrinningsområde. Sjöns area är 0,007 kvadratkilometer och den befinner sig 259 meter över havet.